# Pařížské mírové smlouvy (1947)

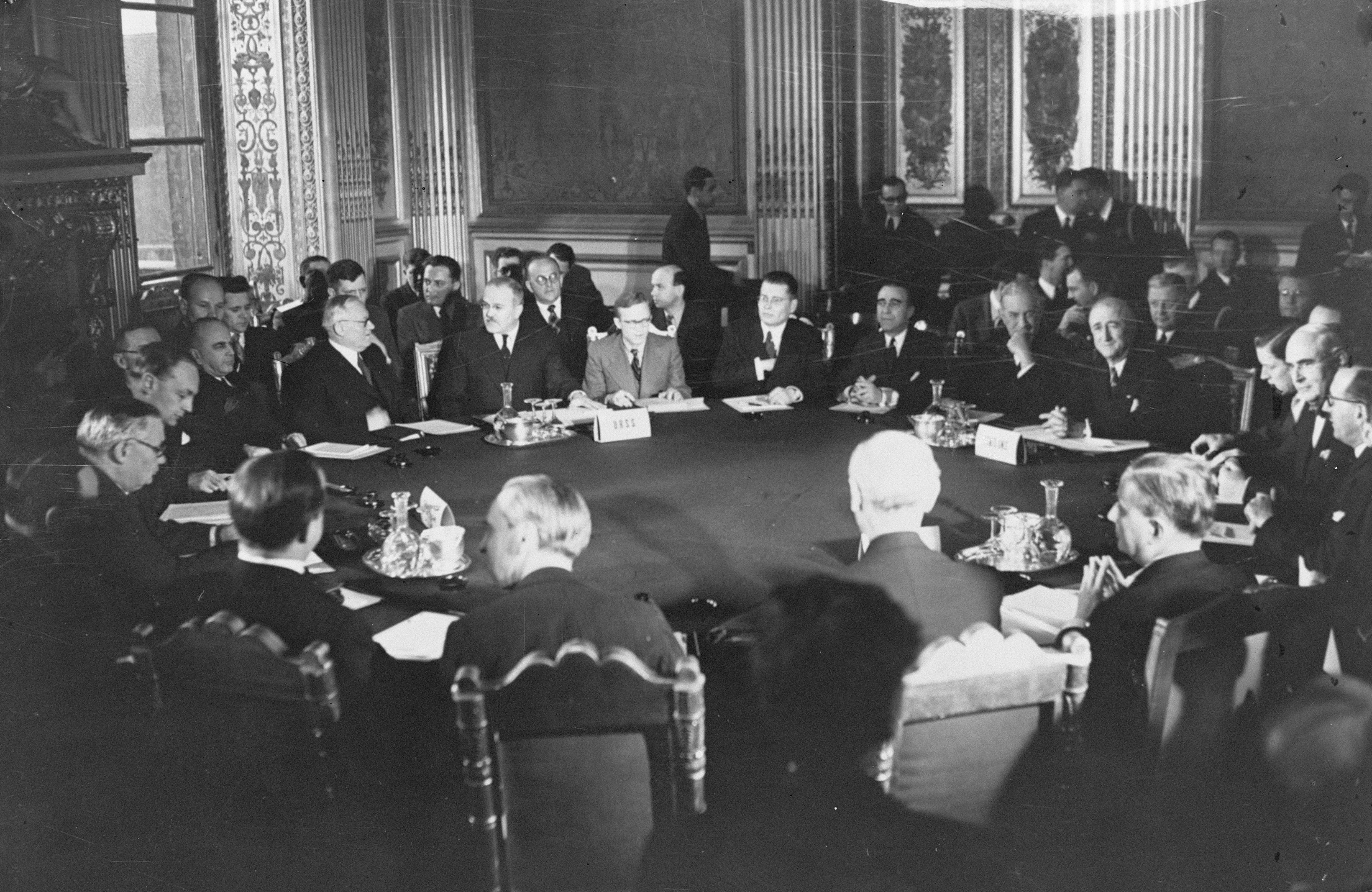
Snímek z jednání na Pařížské mírové konferenci v roce 1946, která vedla k podpisu Pařížských mírových smluv 10. února 1947. Fotografie agentury AFP (Agence France Presse).

Pařížské mírové smlouvy sjednané na Pařížské mírové konferenci byly podepsány 10. února 1947. Tyto smlouvy ukončily druhou světovou válku v Evropě.

## Mírové smlouvy
Byly uzavřeny mírové smlouvy s těmito zeměmi:
- Finskem (viz mírová smlouva s Finskem, finsko-sovětská smlouva)
- Maďarskem (viz mírová smlouva s Maďarskem)
- Bulharskem (viz mírová smlouva s Bulharskem)
- Itálií (viz mírová smlouva s Itálií)
- Rumunskem (viz mírová smlouva s Rumunskem)

Otázka Německa, Rakouska a Japonska nebyla vyřešena.

## Válečné reparace
Válečné reparace vítězům od poražených:
- Itálie celkem $360 000 000
  - z toho $125 000 000 Jugoslávii
  - z toho $105 000 000 Řecku
  - z toho $100 000 000 SSSR
  - z toho $25 000 000 Etiopii
  - z toho $5 000 000 Albánii
- Finsko $300 000 000 SSSR
- Maďarsko celkem $300 000 000
  - $200 000 000 SSSR
  - $100 000 000 Československu a Jugoslávii
- Rumunsko $300 000 000 SSSR
- Bulharsko celkem $70 000 000
  - $45 000 000 Řecku
  - $25 000 000 Jugoslávii